# Ignacio Pichardo Pagaza
Ignacio Pichardo Pagaza (Toluca, 13 november 1935 – Mexico-Stad, 14 april 2020) was een Mexicaans politicus van de Institutioneel Revolutionaire Partij (PRI).

## Loopbaan
Pichardo studeerde rechtsgeleerdheid aan de Nationale Autonome Universiteit van Mexico (UNAM), administratie aan het Darmouth College en openbare administratie en financiën aan de London School of Economics. Hij begon zijn politieke carrière in de jaren 60. In 1967 werd hij in de Kamer van Afgevaardigden gekozen en drie jaar later werd hij minister in de regering van gouverneur Carlos Hank González van de deelstaat Mexico. 
Onder president Miguel de la Madrid (1982-1988) was hij onderminister van haciënda (financiën) en van 1987 tot 1988 minister van publieke functie. Na het aftreden van Mario Ramón Beteta in 1989 volgde Pichardo deze op als gouverneur van Mexico en in 1994 werd hij ambassadeur in Spanje en vervolgens korte tijd voorzitter van de PRI. In het eerste jaar van de regering van Ernesto Zedillo (1994-2000) was hij minister van energie en werd vervolgens ambassadeur in Nederland, een functie die hij vervulde tot 2000.
Ignacio Pichardo Pagaza overleed in 2020 op 84-jarige leeftijd in een ziekenhuis in Mexico-Stad.
- Bibliothèque nationale de France: cb151217714 (data)
- Gemeinsame Normdatei: 1164116983
- International Standard Name Identifier: 0000 0000 2256 6743
- Library of Congress Control Number: n84016194
- Nationale bibliotheek van Australië: 49786867
- Nationale Bibliotheek van Israël: 987007348124705171
- Système universitaire de documentation: 133342743
- Trove: 1496723
- Virtual International Authority File: 22438939
- WorldCat: E39PBJrKVpY6764PJwqCQM9qwC